# الأهوار في إيران
الأهوار في إيران يُقصَد بالأهوار هي تلك الأراضِ الرطبة المنخفضة والتي تنبُت فيها بعض النباتات العشبية كالقصب والحشائش أو نبات البردي وغيره من النباتات الأخرى، وعادةً توجد الأهوار في أماكن تعمل طبيعة الأرض ونوع التربة على إيجاد بيئة رطبة، مما يؤدي إلى تكون الهور. ومن الممكن أن تحتوي الصحاري على أهوار وذلك في الأماكن المنخفضة منها أو بالقرب من الينابيع. ولجمهورية إيران عدداً من الأهوار التي تنتشر في بعض محافظاتها ومنها هور العظيم الذي يُعَد أحد أكبر الأهوار في إيران ويقع على الحدود الإيرانية العراقية في محافظة خوزستان. جنوب غرب إيران. وكذلك هور المزرعة وهور دورق حيث تساهم هذه الأهوار والمستنقعات بإغناء المناظر الطبيعية، وتنوع الأمكنة البيئية، كما لها أهمية كبيرة في الزراعة وتربية الماشية وصيد الأسماك. وهنالك أُناس يسكنون الأهوار (المستنقعات) يصيدون الأسماك والطيور ويستخدمون قصب البردي لبناء البيوت وصنع الفُرَش والسلال.

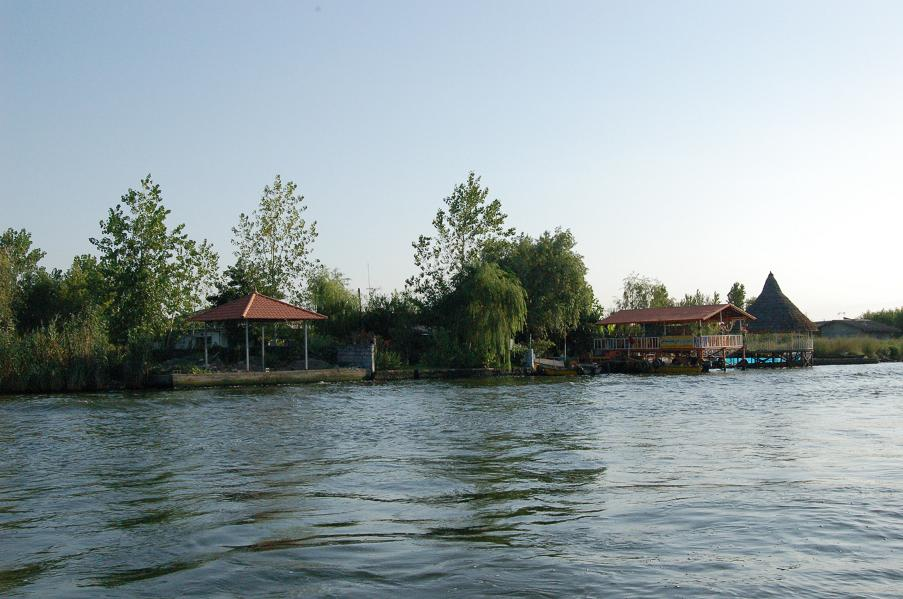
هور انزلي في كيلان

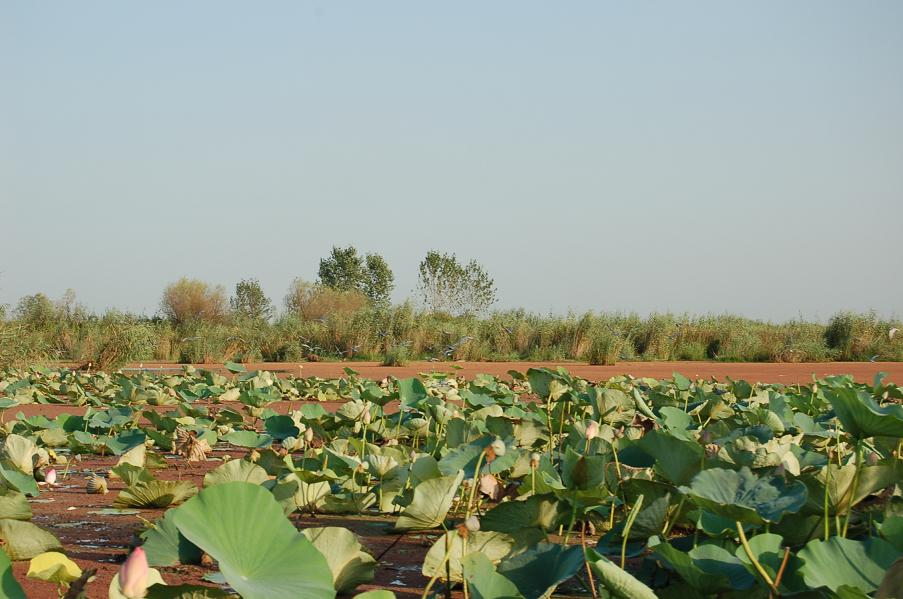
هور انزلي

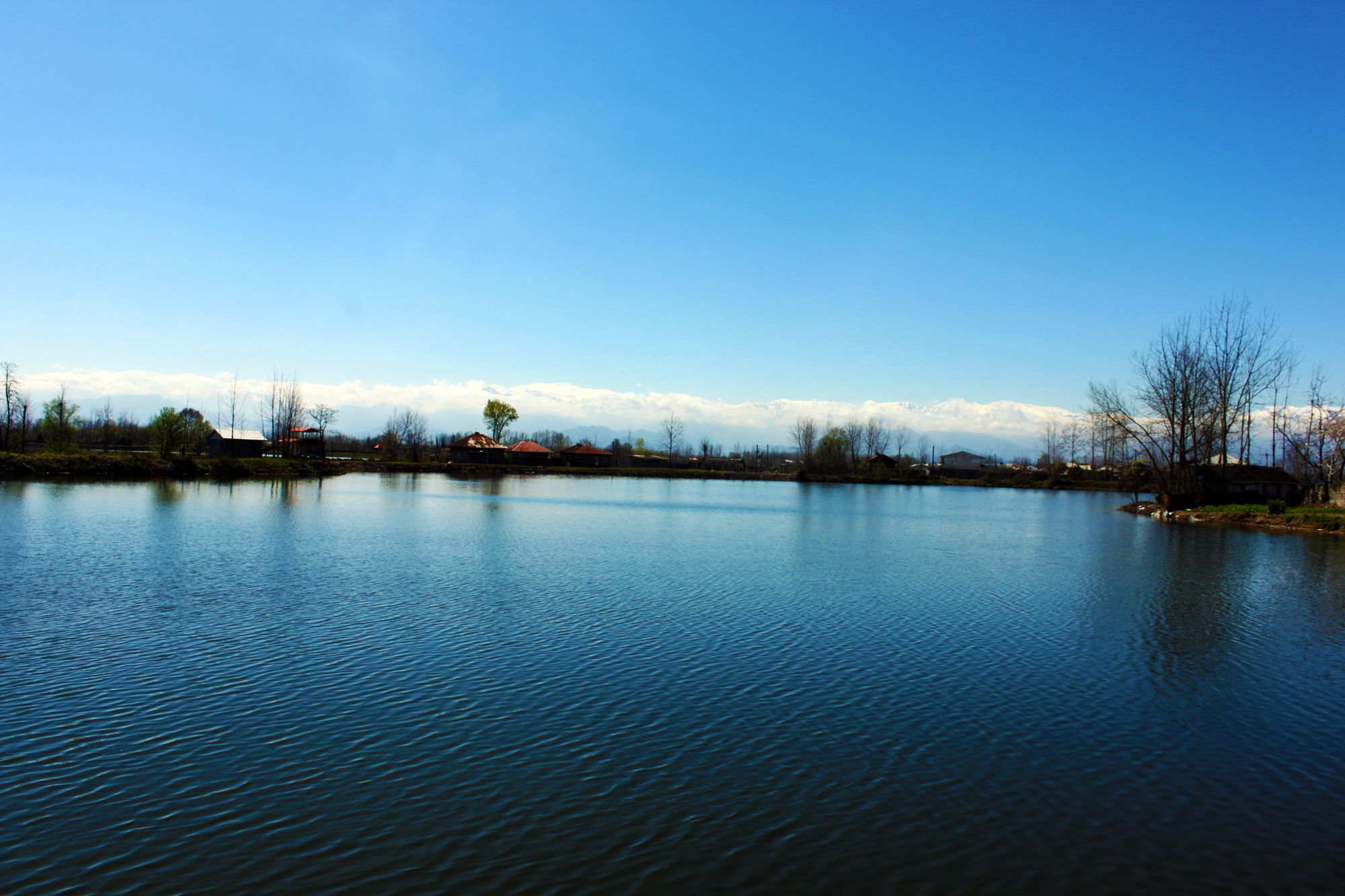
هور عينك في كيلان

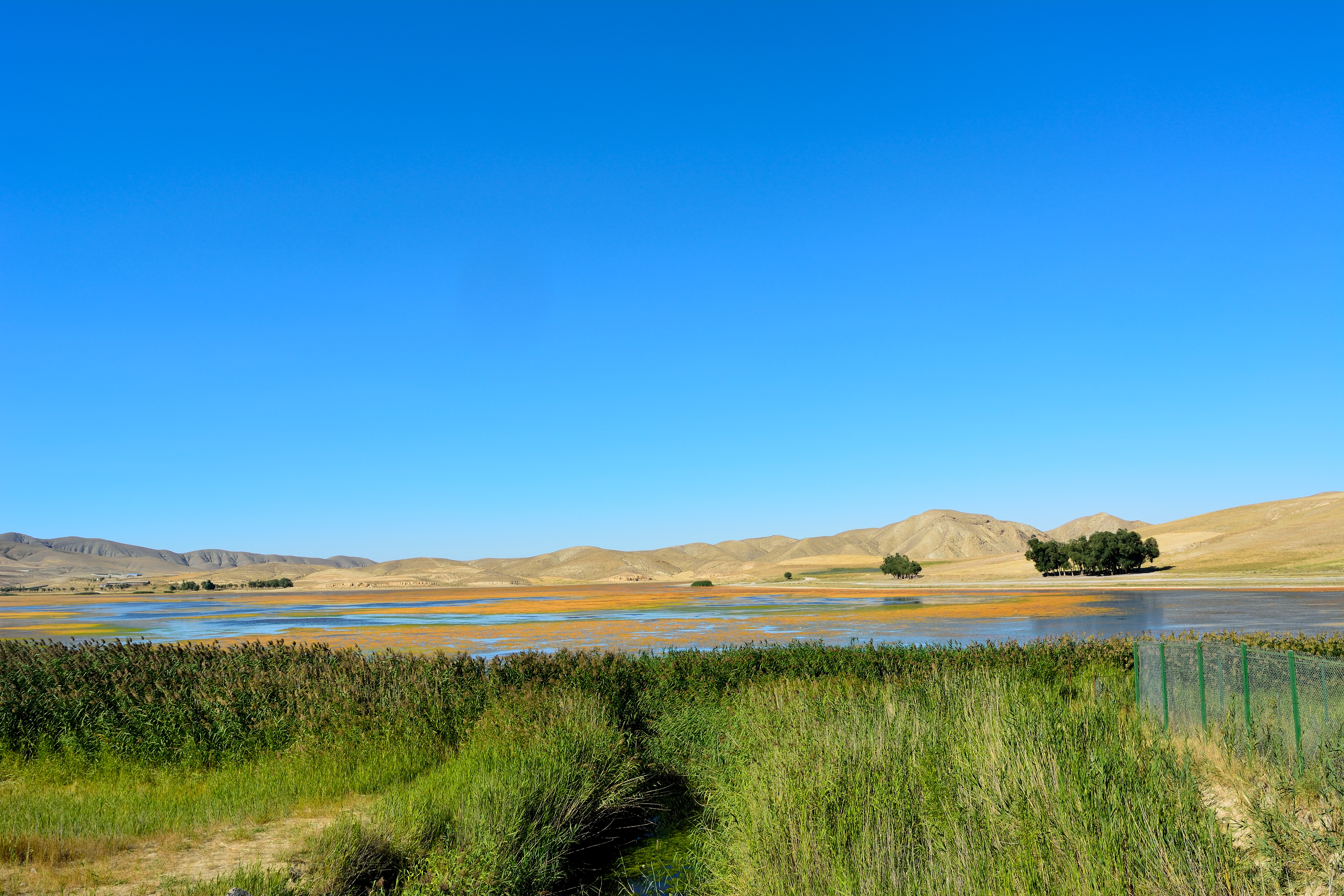
هور قوری گل

## أهم الأهوار في جمهورية إيران
- هور شادكان أو هور الدورق:

أحد أكبر الاهوار في العالم وأحد الثروات الطبيعية في شادكان بمساحة 537700 هكتار والذي كان في السابق طبقاً لاتفاقية «رامسر» العالمية في المرتبة الخامسة، ويُعتبَر هور شادكان بمحافظة خوزستان جنوب غرب إيران أحد المسطحات المائية الكبيرة في إيران. وهو من أجمل المعالم السياحية في المحافظة ومحطة للزوار من داخل إيران وخارجها حيث تزخر المنطقة بالمناظر الخلابة للطيور المهاجرة والطبيعة الفريدة والساحرة. حيث يُعَد هذا الهور أحد أكثر الأماكن جذباً للسائحين في المنطقة بزيارات يومية تصل إلى 3000 الآف شخص في العطل الرسمية. كما انه مصدر رئيس للأسماك في المدينة، حيث تتواجد فيه في الشتاء اسماك كـ«البني» المفضلة لأهالي المنطقة. إضافةً إلى نبات البردي وهو نوع من النباتات التي لها وجود كبير ويثمر طحين يُسمى الخريط يتم طبخه وتقديمه كحلوى باللون الأصفر.
وللخريط شعبية كبيرة وعندما يكون الموسم بخير يتم تصديره عبر اللنجات إلى الأسواق الشعبية في الإمارات العربية المتحدة والكويت تحديداً في سوق المباركية بسعر يتراوح بين 20 إلى 30 دولاراً للكيلو غرام الواحد. كما ان هور شادكان مكان لتكاثر 40 نوع من الحيوانات منها الخنازير البرية وقضاعة والذي يُشتَهَر محلياً بأسم (كلب الماء) إضافةً للطيور التي يصل عددها إلى 152 نوعاً ومن أشهر هذه الطيور ما تُسمى باللهجة المحلية النكوى واللقلق.
- هور الحويزه:

هو هور مشترك بين إيران والعراق، ويشغل تاريخياً مساحة تبلغ نحو (3000) كم مربع، يقع (80 بالمئة) منها ضمن الحدود العراقية ويقع الجزء الآخر ضمن الحدود الإيرانية أي ان خط الحدود بين البلدين يمر في وسط الهور ليقسمه ادارياً فقط، لانه بيئياً وايكولوجياً وهيدرولوجياً يشكل نظاماً طبيعياً واحداً. يتغذى هور الحويزة، بالإضافة إلى السيول والأنهار الموسمية القادمة عن طريق نهري الطيب ودويريج وغيرها، من مصدرين رئيسين في العراق وإيران وهما نهر دجلة ونهر الكرخة. فنهر دجلة يغذي هور الحويزة عن طريق فرعين إلى يساره وهما نهر الكحلاء ونهر المشرح، اللذان يصبان مباشرةً في هور الحويزة من جانبه الغربي، وهما فرعان لدجلة يجري التحكم بتصريفهما عن طريق سدة العمارة على عمود نهر دجلة، إلى جانب نواظم السيطرة عليهما قرب تفرعهما منه. اما نهر الكرخة، وهو ثالث أكبر نهر في إيران بعد نهر كارون ونهر دز، فينبع بالقرب من الحدود مع العراق، ويجري جنوباً ثم غرباً ليصب في الجانب الشرقي من هور الحويزة عن طريق تفرعاته الطبيعية المتشعبة، وتتميز مياهه بعذوبتها وتدفقها الطبيعي، وخاصةً في مواسم الذروة بين شهري تشرين الأول ونيسان من كل عام. يبلغ معدل التصريف السنوي لنهر الكرخة نحو (5) مليارات متر مكعب كانت تصب في هور الحويزة بدون أية عوائق قبل العام 2001 ، أي قبل اكمال بناء سد الكرخة، وعلى افتراض ان معدل عمق المياه بحدود مترين ستكون السعة الخزنية لهور الحويزة بحدود (6) مليارات متر مكعب، مما يعني ان إيرادات نهر الكرخة كانت تمثل الجزء الأكبر من إيرادات هور الحويزة، الذي أحتفظ الهور حتى وقت قريب بحيويته وعذوبته وتجدّد خزينه المائي السنوي، واسهامه في الحفاظ على بيئة شط العرب وعذوبة مياهه وخصوبة أراضيه وبساتينه وتنوعه الاحيائي.
- هور استيل:

هو أحد الأهوار المهمة في إيران ويقع هور استيل في منطقة آستارا بشمال إيران فهو ملاذ الطيور المهاجرة ومأواها شتاءً. يرقد هور أو مستنقع استيل على بُعد 4 كم عن طريق آستارا-أنزلي. يُذكَر ان آستارا هي مدينة صغيرة تقع على ساحل بحر قزوين في شمال محافظة جیلان الإيرانية حيث تكثر في هذه المدينة المستنقعات وذلك بسبب كثرة الأمطار.

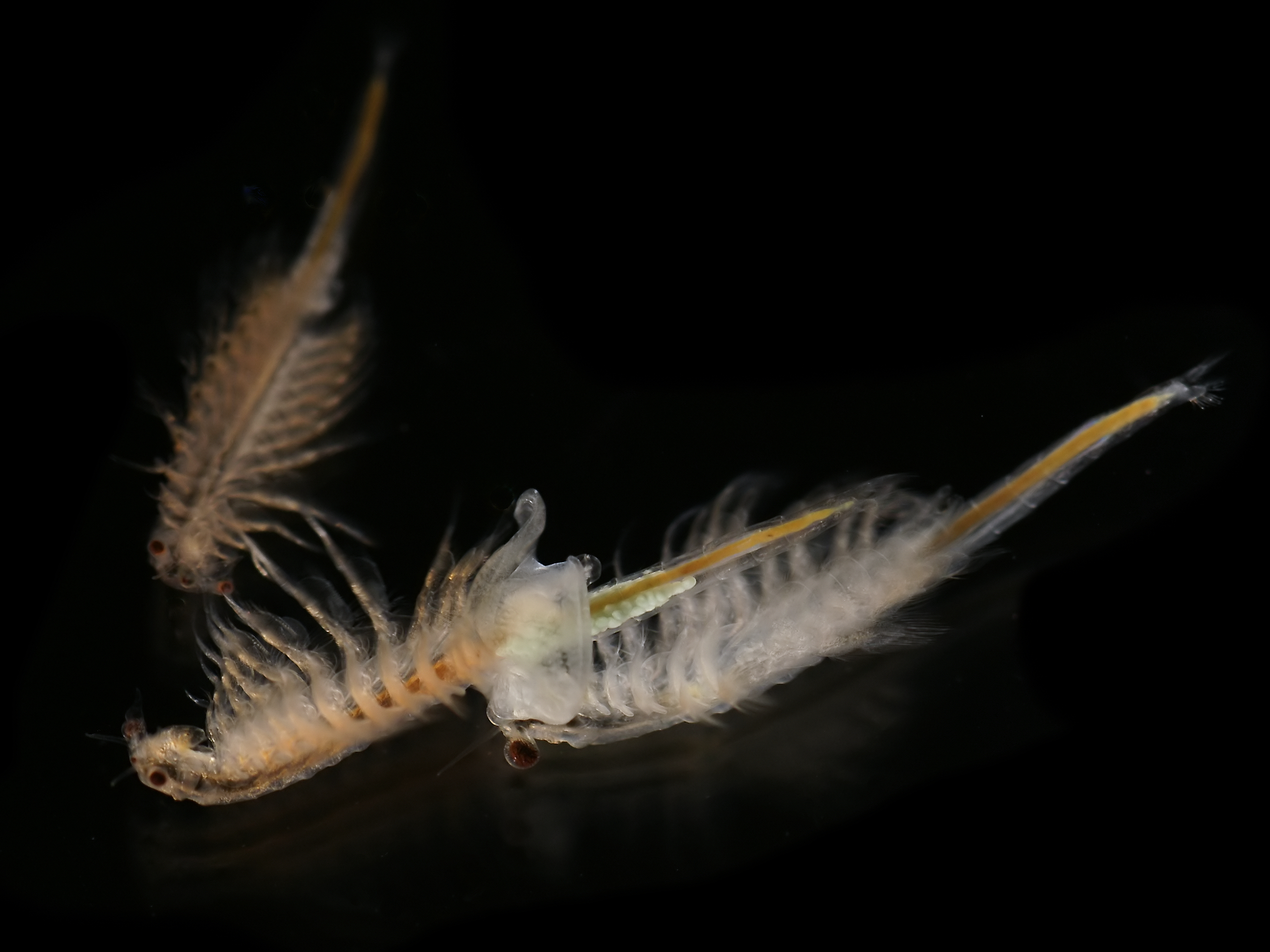
الآرتيما، واحدة من مصادر الغذاء للطيور في هور ميقان

- هور أنزلي:[13]

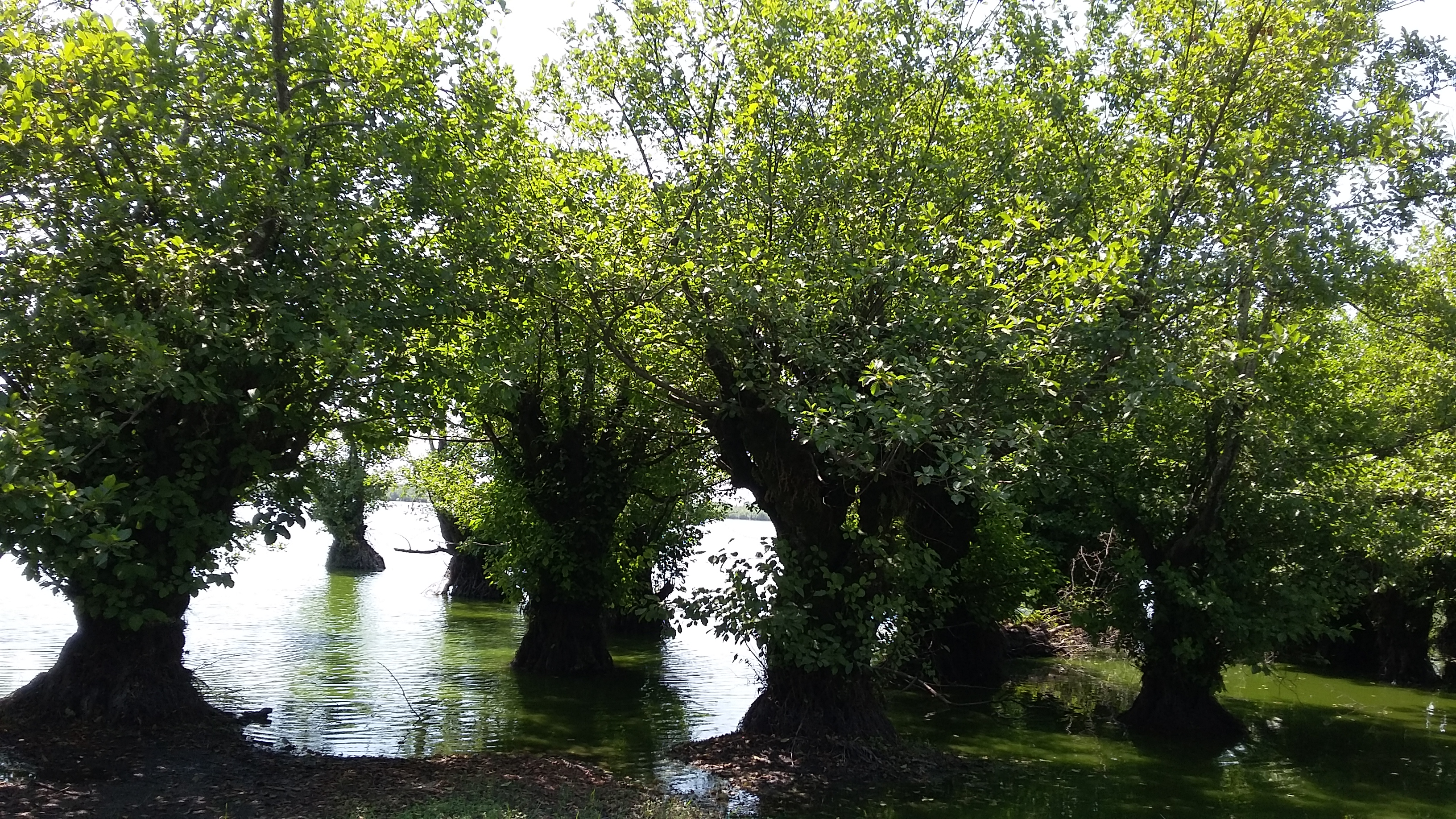
هور استيل في كيلان

يقع مستنقع أو هور انزلي في محافظة جيلان وعلى ضفاف ميناء انزلي على ساحل بحر قزوين. هذا المستنقع الكبير تزينه أزهار اللوتس المائية وتعيش فيه أنواعٌ مختلفة من الطيور والحيوانات المائية.
- هور ميقان:

هو أحد الأهوار المهمة في إيران والذي يقع في مدينة اراك غربي جمهورية إيران.

## قائمة الأهوار في إيران
تظم هذه القائمة الأهوار المنتشرة في جمهورية إيران الإسلامية، والمقاطعة أو المدينة التي يقع فيها الهور وهي :
| اسم الهور                  | المقاطعة          |
| -------------------------- | ----------------- |
| بیشه دالان                 | لرستان            |
| هور آقگل                   | همدان             |
| هور آلاگل                  | گلستان            |
| هور آلماگل                 | گلستان            |
| هور استیل                  | گیلان             |
| هور انزلی                  | گیلان             |
| هور تنگلی                  | گلستان            |
| هور چغاخور                 | چهارمحال وبختیاری |
| هور زردابه                 | لرستان            |
| [[هور سولقان               | چهارمحال وبختیاری |
| هور شادگان                 | خوزستان           |
| هور کمجان                  | فارس              |
| هور سولدوز                 | أذربيجان الغربية  |
| هور شورگل-حسنلو-دورگه سنگی | أذربيجان الغربية  |
| هور کانی برازان            | أذربيجان الغربية  |
| هور کیاکلایه               | گیلان             |
| هور گاوخونی                | أصفهان            |
| هور گندمان                 | چهارمحال وبختیاری |
| هور لیپار                  | سیستان وبلوچستان  |
| هور میقان                  | مرکزی             |
| أهوار لپو وپلنگان          | مازندران          |
| دریا بزرگ                  |                   |
| هور پریشان                 | فارس              |
| هور ساهون                  | مازندران          |
| دریاچه هامون               | سیستان وبلوچستان  |
| هور قوری گؤل               | أذربيجان الشرقية  |
| لمبیر ملکی                 | هرمزگان           |
| هور عینك                   | گیلان             |
| هور العظیم                 | خوزستان           |

## طالع ايضاً
- أهوار العراق
- أهوار القرنة
- قائمة أهوار العراق
- الحياة البرية في إيران
- هور العظيم
- الأهوار الوسطى